# رارا (روستا)
رارا، روستایی از توابع بخش پیربکران در شهرستان فلاورجان در استان اصفهان ایران است.

## جمعیت
این روستا در دهستان گرکن شمالی قرار دارد و براساس سرشماری مرکز آمار ایران در سال ۱۳۸۵، جمعیت آن ۱٬۵۹۵ نفر (۴۲۵خانوار) بوده‌است.

## وجه تسمیه
منبع دقیقی برای وجه تسمیه رارا وجود ندارد اما با توجه به لغت نامه دهخدا، در لهجه و گویش تهرانی راه راه را رارا میگویند

## آثار تاریخی
برج کبوتر خانه ای است که در سال 1397 توسط سازمان میراث فرهنگی و میراث گردشگری مرمت و بازسازی شد